# ニュージェン・エアウェイズ
ニュージェン・エアウェイズ（タイ語: นิวเจนแอร์เวย์, 英語: NewGen Airways, 中国語: 泰新時代航空）は、タイの航空会社である。2013年12月27日に設立、2014年4月2日にミェイクに就航した。2019年8月に運航停止した。

## 定期便就航地
タイ
- バンコク/ドンムアン、クラビー、プーケット

 中国
- 南寧、南昌、長沙、合肥、福州、無錫、淮安、泉州、貴陽、鄭州、徐州、義烏、天津、フフホト、杭州、済南、武漢、太原

2018年3月現在

## 機材

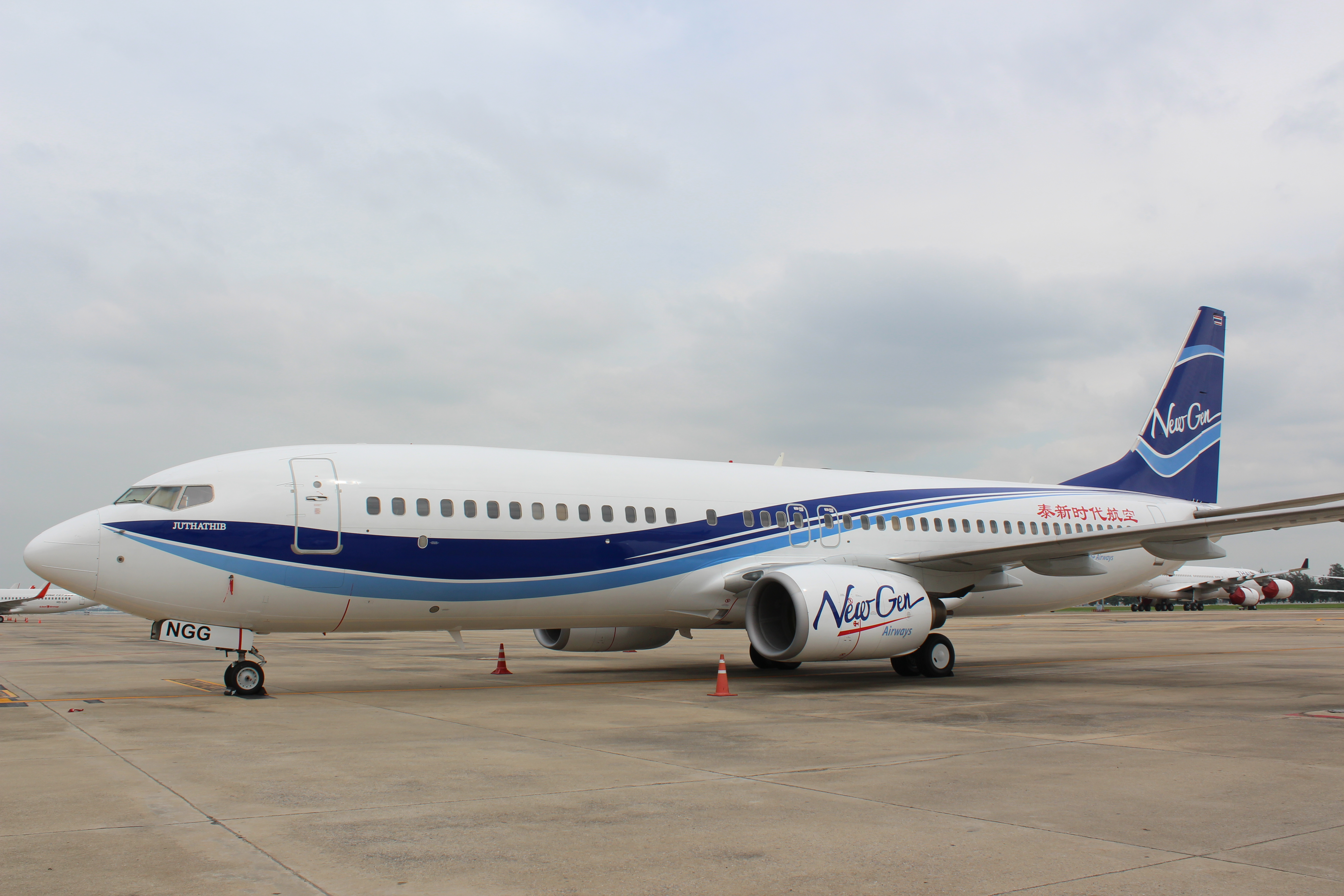
ボーイング 737-800

- ボーイング737-400 (168席) : 4機
- ボーイング737-800 (189席) : 8機

2018年3月現在